# Kerameikos

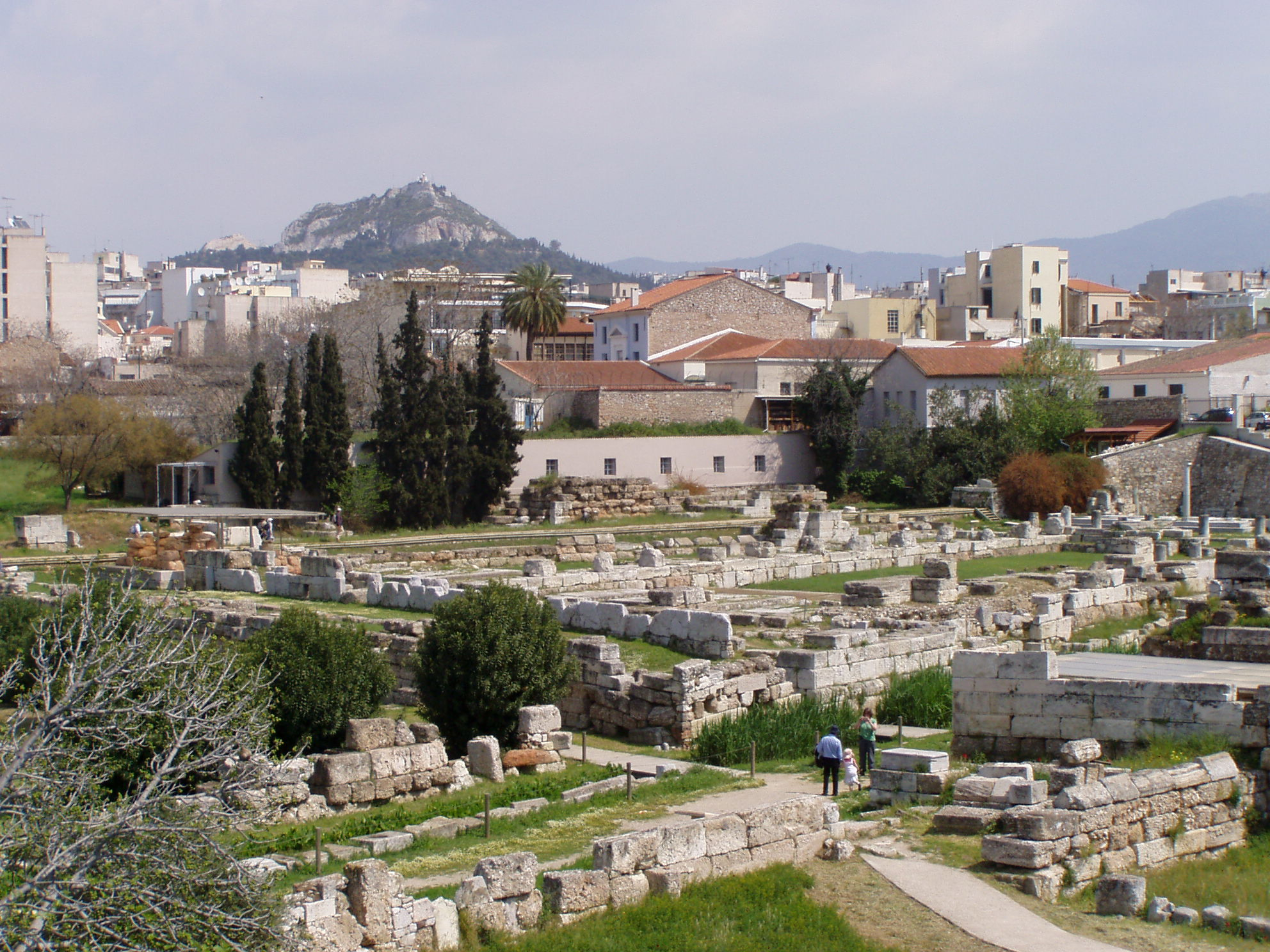
Kerameikos

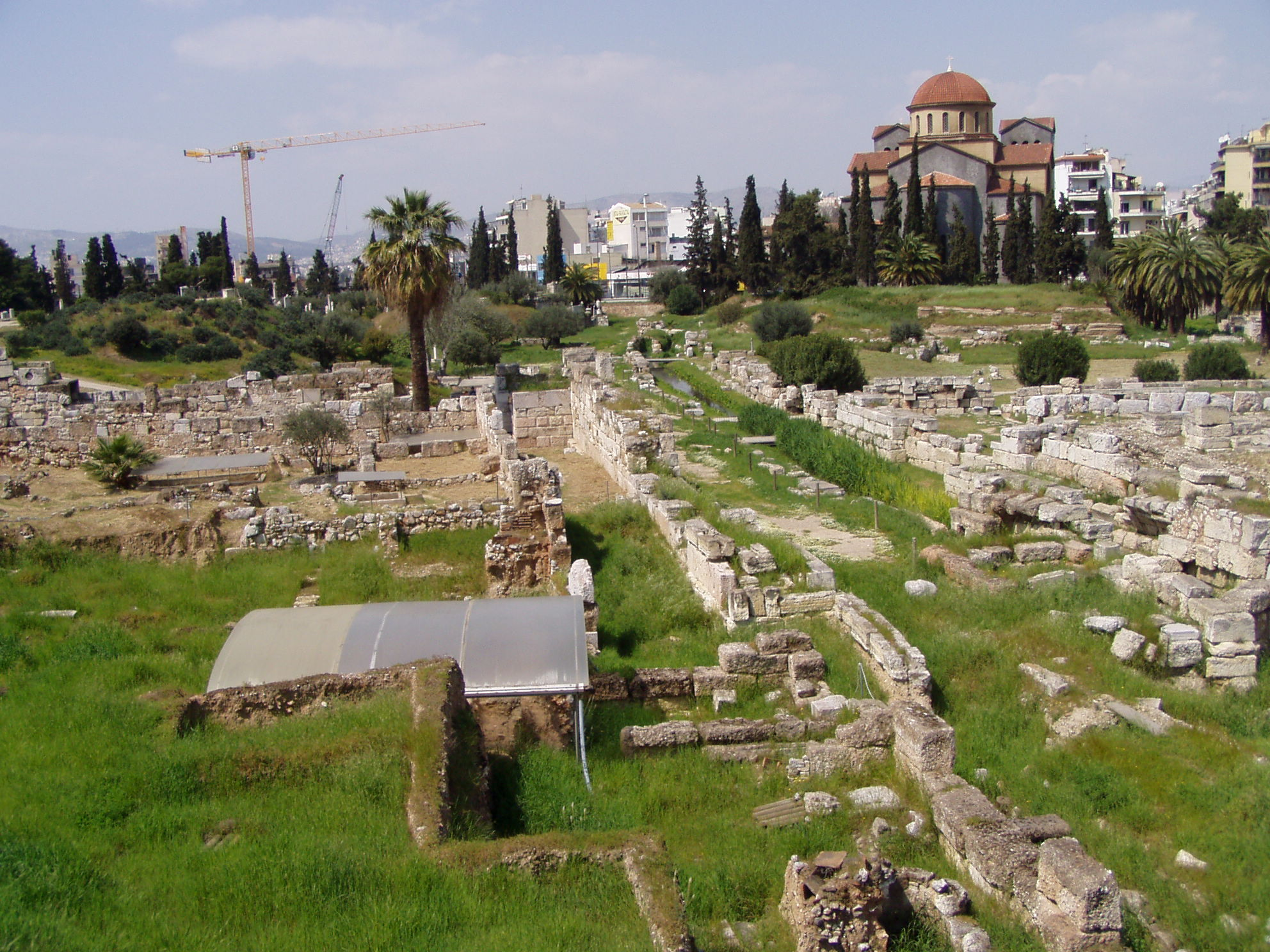
Kerameikos

Kerameikos (grekiska: Κεραμεικός) är ett område i Aten, nordväst om Akropolis, vilket innefattar ett stort område både inom och utanför stadsmurarna. På båda sidor om Dipylon och om Eridanos. Det var keramikernas kvarter, därav namnet som kommer från ordet keramik.
Intill utgrävningarna finns ett museum med statyer, vaser, leksaker m.m.